# Hermann de Pourtalès

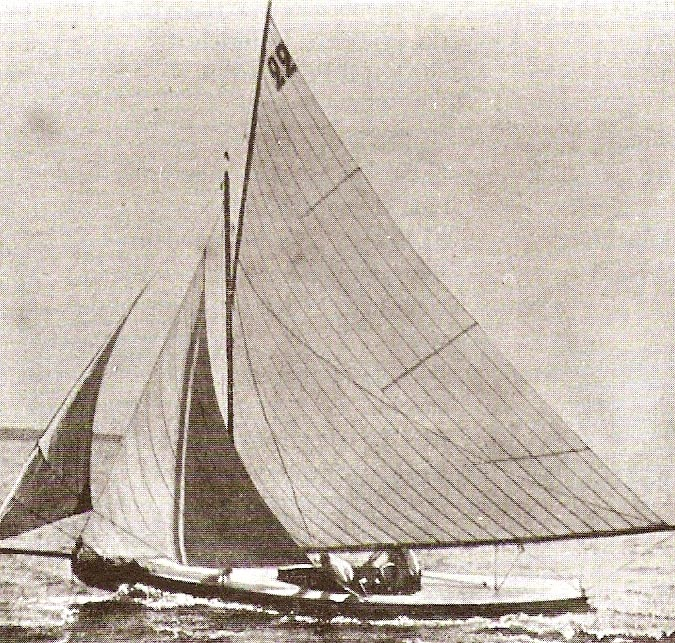
Yacht Lérina, Gold- und Silbermedaille Olympische Spiele 1900

Hermann Alexander de Pourtalès (* 31. März 1847 in Neuchâtel; † 28. November 1904 in Genf) war ein Schweizer Segler. Er gehörte der alten Hugenotten-Familie der Pourtalès an, die vom preussischen König in den Grafenstand erhoben worden war (der Kanton Neuenburg war bis 1857 auch ein preussisches Fürstentum). Einer seiner Brüder war der Landschaftsmaler Auguste de Pourtalès.
Bei den Olympischen Spielen 1900 in Paris bildete er zusammen mit seiner zweiten Ehefrau Hélène de Pourtalès und seinem Neffen Bernard de Pourtalès die Besatzung des Bootes Lérina, das in der Bootsklasse 1 bis 2 Tonnen antrat. Sie gewannen die erste Wettfahrt auf der Seine in Meulan-en-Yvelines und erreichten in der zweiten, getrennt gewerteten Wettfahrt den zweiten Platz.
Ein Sohn aus seiner ersten Ehe mit Marguerite Marcet ist der Schriftsteller Guy de Pourtalès.